# Dame Tu Cosita
《Dame Tu Cosita》（[ˈda.me tu ko.ˈsi.ta]，意思为“给我你的小东西”）是一首由巴拿马歌手El Chombo和牙买加音乐家Cutty Ranks于1997年制作的歌曲，该歌曲后来于2018年再次推出，而皮普保罗和Karol G也在8月29日推出混音版本。